# Chimalpilli II
Chimalpilli II (fl. XVI secolo) è stato un Tlatoani (sovrano) del Nahua altepetl (città-stato) Ecatepec, nella Mesoamerica del XVI secolo.

## Biografia
Il primo tlatoani conosciuto di Ecatepec fu Chimalpilli I, nipote di un tlatoani azteco.
Il successore di Chimalpilli II fu Diego de Alvarado Huanitzin, che divenne anche tlatoani di Tenochtitlan, nonché il suo governatore (Cabildo di San Juan Tenochtitlan) sotto il sistema di governo coloniale spagnolo.

## Famiglia
Chimalpilli era figlio del tlatoani azteco Ahuitzotl e nipote di Atotoztli II (figlia di Montezuma I) e Tezozomoc. Era nipote dei tlatoani Axayacatl, Tizoc e Chalchiuhnenetzin e cugino di Montezuma II e Cuitláhuac .
Suo fratello era tlatoani Cuauhtémoc.